# Ibrahim Faradż
Ibrahim Faradż Abd al-Hakim Muhammad (in arabo إبراهيم•فرج عبد الحكيم محمد‎?; Suez, 5 febbraio 1990) è un lottatore egiziano, specializzato nella lotta libera.

## Biografia
La sua squadra di club è stato l'El Moasasa di Suez. È stato allentato da Mahmoud Mustafa dal 2011. 
Ai campionati africani di Casablanca 2009 ha vinto la medaglia di bronzo.
Si è laureato campione continentale agli africani di Il Cairo 2010 nella categoria -55 chilogrammi, battendo in finale Adama Diatta, che deteneva il titolo da tre edizioni consecutive.
Ai campionati continentali di Dakar 2011 è giunto terzo nel torneo dei -55 chilogrammi vincendo il bronzo.
Ha rappresentato la Egitto ai Giochi olimpici estivi di Londra 2012, dove ha terminato al tredicesimo posto nel torneo dei 55 chilogrammi, dopo aver perso contro il georgiano Vladimer Khintšegašvili nel tabellone principale e il bulgaro Radoslav Velikov nei ripescaggi.
Ai Giochi del Mediterraneo di Mersin 2013 si è aggiudicato la medaglia di bronzo nel torneo dei 55 chilogrami.

## Palmarès
- Campionati africani

Casablanca 2009: bronzo nei -55 kg.
Il Cairo 2010: oro nei -55 kg.
Dakar 2011: bronzo nei -55 kg.
- Giochi del Mediterraneo

Mersin 2013: bronzo nei -55 kg.